# International Lawn Tennis Challenge 1906
Der International Lawn Tennis Challenge 1906 war die 6. Ausgabe des Wettbewerbes für Herrennationalmannschaften im Tennis. Das zwischen dem 15. bis 18. Juni ausgetragene Finale in Wimbledon gewann Titelverteidiger Britische Inseln wie bereits im Vorjahr klar mit 5:0 gegen die USA. Damit sicherten sich die Britischen Inseln zum vierten Mal den Titel.

## Die Mannschaften

### Weltgruppe
In der Weltgruppe spielten vier Mannschaften um den Einzug ins Finale gegen den Titelverteidiger Britische Inseln.
| - Frankreich - USA - Australasien - Österreich |

## Ergebnisse
|  | Halbfinale                   | Halbfinale   | Halbfinale |  |  | Finale 7.–9. Juni     | Finale 7.–9. Juni | Finale 7.–9. Juni |
|  |                              |              |            |  |  |                       |                   |                   |
|  |                              |              |            |  |  |                       |                   |                   |
|  | Australasien                 | Australasien | w.o.       |  |  |                       |                   |                   |
|  | Osterreich Kaisertum         | Österreich   |            |  |  |                       |                   |                   |
|  |                              |              |            |  |  | Australasien          | Australasien      | 2                 |
|  |                              |              |            |  |  | Vereinigte Staaten 45 | USA               | 3                 |
|  | Vereinigte Staaten 45        | USA          | w.o.       |  |  |                       |                   |                   |
|  | Dritte Französische Republik | Frankreich   |            |  |  |                       |                   |                   |
|  |                              |              |            |  |  |                       |                   |                   |

## Finale
| Britische Inseln                                                                   | Finale | USA                                                    |
| ---------------------------------------------------------------------------------- | --- | ------------------------------------------------------ |
| Team Sydney Howard Smith Laurence Doherty Reginald Doherty Kapitän William Collins | Datum: 21. bis 24. Juli 1906 Ort: Worple Road, Wimbledon (England) Belag: Rasen \| Sydney Howard Smith \| 6:1, 6:4, 6:4 \| Raymond Little \| \| Laurence Doherty \| 6:2, 8:6, 6:3 \| Holcombe Ward \| \| Laurence Doherty Reginald Doherty \| 3:6, 11:9, 9:7, 6:1 \| Raymond Little Holcombe Ward \| \| Sydney Howard Smith \| 6:1, 6:0, 6:4 \| Holcombe Ward \| \| Laurence Doherty \| 3:6, 6:3, 6:8, 6:1, 6:3 \| Raymond Little \| Resultat: 5:0 | Team Raymond Little Holcombe Ward Kapitän Beals Wright |
| Sydney Howard Smith                                                                | 6:1, 6:4, 6:4 | Raymond Little                                         |
| Laurence Doherty                                                                   | 6:2, 8:6, 6:3 | Holcombe Ward                                          |
| Laurence Doherty Reginald Doherty                                                  | 3:6, 11:9, 9:7, 6:1 | Raymond Little Holcombe Ward                           |
| Sydney Howard Smith                                                                | 6:1, 6:0, 6:4 | Holcombe Ward                                          |
| Laurence Doherty                                                                   | 3:6, 6:3, 6:8, 6:1, 6:3 | Raymond Little                                         |